# 奧胡利昌斯克
48°31′39″N 39°39′35″E / 48.52750°N 39.65972°E
奧胡利昌斯克（烏克蘭語：Огульчанськ）是位於烏克蘭東部的村莊，由盧甘斯克州多夫然斯克區的索羅基內市鎮負責管轄。該村始建於1951年，面積0.64平方公里，海拔高度153米，2001年人口757，人口密度每平方公里1,192.1人。